# Service national de sécurité (Turquie)

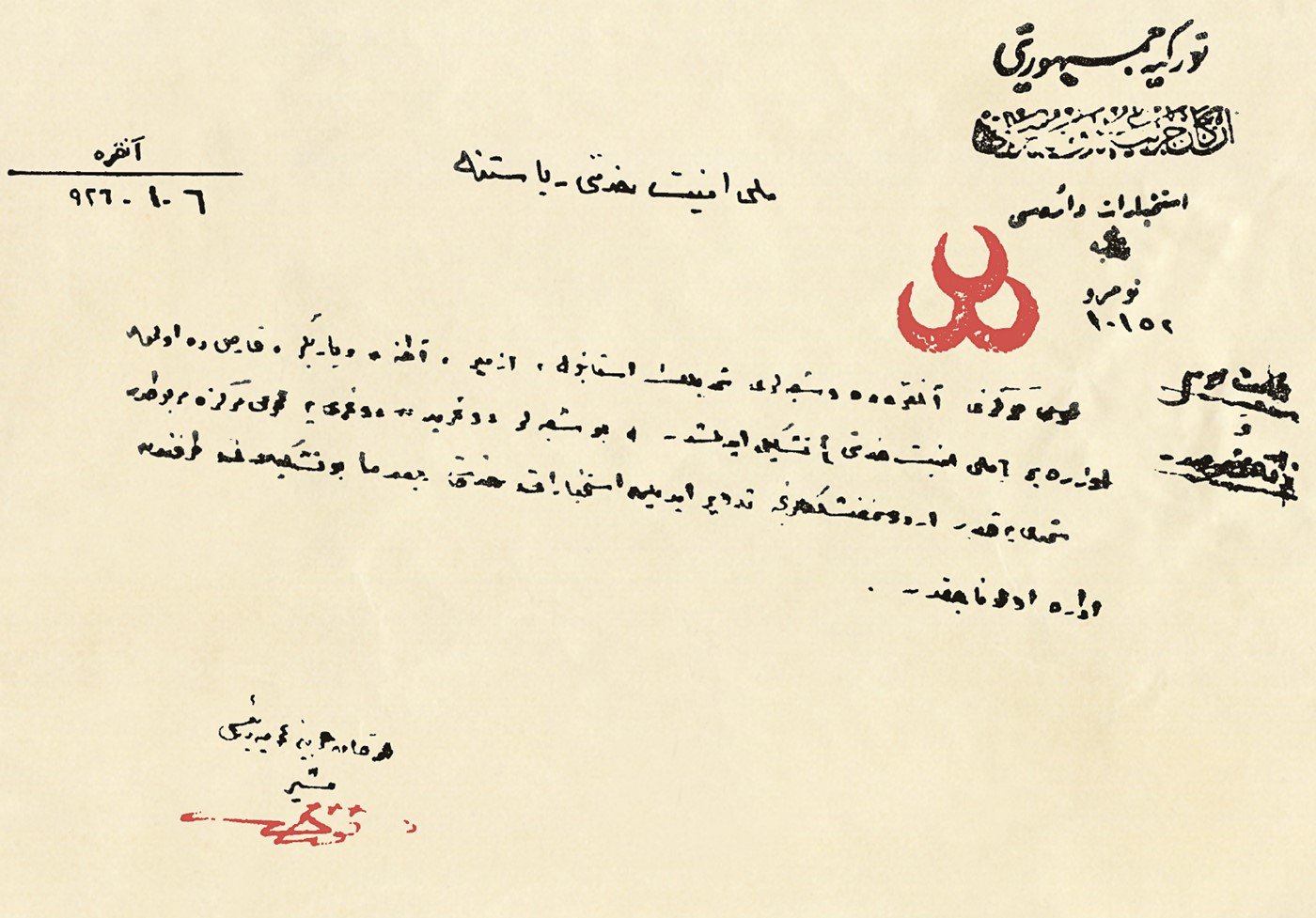
Document d'établissement, daté du 6 janvier 1926.

Le Service de sécurité nationale (en turc : Milli Emniyet Hizmeti, MEH) était l'organisation gouvernementale du renseignement de Turquie entre 1926 et 1965, elle fut remplacée par la l'Organisation nationale du renseignement (en turc : Millî İstihbarat Teşkilâtı, MİT).

## Histoire
Durant la Seconde Guerre mondiale, la Turquie connait une intensification des activités d'espionnage notamment de la part des britanniques, soviétiques et des allemands. Le Service national de sécurité découvrit par ailleurs qu'à la suite de la bataille de Stalingrad, l'Allemagne nazie n'envahirait pas la Turquie ; cela permit à l'administration İnönü de résister à la pression croissante des Alliés et de déclarer la guerre à l'Allemagne le 23 février 1945.
Le premier gouvernement turc nomma l'organisation « MAH », sans développer l'acronyme, de sorte que les personnes non autorisées ne pouvaient pas deviner les responsabilités de l'organisation. Cela donna lieu à des dénominations incorrectes telles que Millî Amale Hizmeti et Millî Asayiş Hizmeti.